# Wassil Tanew
Wassil Konstantinow Hadji Tanew (bulgarisch Васил Константинов Танев, bulgarische Schreibweise bis 1945 Васил Константиновъ Таневъ, deutsch-veraltet Wassil Konstantinoff Taneff, auch Vasil Taneff) auch Chadschitanew (Васил Хаджитанев, Schreibweise bis 1945 Василъ хаджи Таневъ, deutsch Chadschitanew bzw. chadschi Tanew) genannt (* 21. November 1897 in Gevgelija, Osmanisches Reich; † 9. Oktober 1941 in Evangelistra, Königreich Griechenland) war ein bulgarischer Kommunist. Er wurde bekannt als einer der fünf Angeklagten im Reichstagsbrandprozess von 1933.

## Leben und Wirken
Tanew erlernte das Schuhmacherhandwerk. Seit 1919 gehörte er der Bulgarischen Kommunistischen Partei an. 1923 nahm er am gescheiterten kommunistischen Septemberaufstand in Sofia teil. Anschließend floh er in das Königreich Jugoslawien. Die Jahre 1926 bis 1929 verbrachte er in der Sowjetunion, wo er für die Komintern tätig war. Später kehrte er nach Bulgarien zurück, wo er für die Partei tätig war, bevor er in den frühen 1930er Jahren nach Deutschland kam.
Wenige Tage nach dem Reichstagsbrand vom Februar 1933 wurde Tanew am 9. März 1933 in Berlin verhaftet – angeblich weil die Polizei Hinweise darauf hatte, dass er an der Inbrandsetzung des Gebäudes direkt als Mittäter oder hintergründig-organisatorisch beteiligt gewesen war.
Im Anschluss an die Voruntersuchung durch die Gestapo wurde Tanew im sogenannten Reichstagsbrandprozess zusammen mit dem im Reichstag angetroffenen Niederländer Marinus van der Lubbe sowie seinen beiden bulgarischen Landsleuten Georgi Dimitrow und Blagoi Popow und dem deutschen KPD-Politiker Ernst Torgler vor dem Reichsgericht in Leipzig angeklagt, den Anschlag auf das Reichstagsgebäude durchgeführt bzw. vorbereitet zu haben.
Die Verteidigung von Tanew und den anderen beiden Bulgaren übernahm der Rechtsanwalt Paul Teichert. Während der Verhandlungen, die sich vom 21. September bis 23. Dezember 1933 hinzogen, tat sich Tanew – wohl auch wegen seiner geringen Sprachkenntnisse – nur wenig hervor. Die Aufmerksamkeit der Öffentlichkeit galt vor allem van der Lubbe, dem Vorsitzenden der KPD-Reichstagsfraktion Torgler sowie dem rhetorisch brillant auftretenden Dimitrow.
Am Ende des Prozesses wurden Dimitrow, Tanew, Popow und Torgler am 23. Dezember freigesprochen, während van der Lubbe zum Tode verurteilt und hingerichtet wurde. Trotz des Freispruchs wurden die drei übrigen Freigesprochenen nicht auf freien Fuß gesetzt, sondern zunächst in Schutzhaft gehalten. Die Motive für diese Maßnahme werden in der Literatur kontrovers diskutiert.
Im Frühjahr 1934 bekamen Tanew, Popow und Dimitrow von Josef Stalin die sowjetische Staatsbürgerschaft verliehen. Daraufhin wurden sie zunächst nach Königsberg und von dort nach Moskau ausgeflogen. In der Sowjetunion galt Tanew wie die anderen beiden zunächst als Held, wurde später aber im Zuge der stalinistischen Säuberungen verhaftet und einige Jahre in einem Straflager am Polarkreis festgehalten.
Während des Zweiten Weltkrieges stellte Tanew sich der bulgarischen Partisanenbewegung zur Verfügung. Im September 1941 sprang er zusammen mit anderen Emigranten mit dem Fallschirm über das von der Wehrmacht besetzte Nordgriechenland ab. Tanew wurde am 9. Oktober 1941 bei einem Feuergefecht mit deutschen Truppen in der Region Zentralmakedonien, nordöstlich von Thessaloniki in der Nähe von Evangelistra (bulg. Eni Karadjali) erschossen.